# Штойер, Инго
И́нго Што́йер (нем. Ingo Steuer; род. 1 ноября 1966, Карл-Маркс-Штадт) — фигурист из Германии (ГДР), выступавший в парном разряде. С Манди Вётцель он — бронзовый призёр Олимпиады 1998 года в Нагано, чемпион мира 1997 года и чемпион Европы 1995. С Мануэлой Ландграф он чемпион мира среди юниоров 1984 года. В настоящее время тренер по фигурному катанию.

## Спортивная карьера
Инго катался в клубе СК Карл-Маркс-Штадт у тренера Моники Шайбе, в 1984, в паре с Мануэлой Ландграф, занял 2-е место на чемпионате ГДР и попал в сборную страны. С 1987 — в паре с Инес Мюллер. Однако наибольших успехов добился в паре с Манди Вётцель, в первый же сезон 1992/93 выиграв чемпионат Германии и заняв вторые места на чемпионатах Европы и мира, где они исполнили параллельные прыжки тройной тулуп и аксель в два с половиной оборота. На Олимпиаде-94 во время произвольной программы, при исполнении спирали, Вётцель крайне неудачно упала, после чего пара прервала исполнение и выбыла из соревнования вообще. Наиболее удачными были сезоны 1995-97, когда пара, в упорной борьбе с российскими парами, добилась наконец победы на чемпионате мира в 1997.
Как и другие представители известной школы парного катания ГДР, Ветцель — Штойер отличались спортивным, атлетичным стилем со сложными индивидуальными элементами. Последние годы катания в любителях тренер М.Шайбе несколько изменила стиль, привнеся некоторую лиричность, романтичность, катание стало более гармоничным, что позволило добиться высоких результатов.

## Тренерская карьера
С 1998 года Инго Штойер перешёл в профессионалы. С конца 1990-х годов он тренирует в своём клубе СК «Хемниц»: стал тренером пар Николь Нённинг — Маттиас Байер, Ева-Мария Фитце — Рико Рекс. Значительных успехов добился в работе с парой Алёна Савченко — Робин Шолковы, которые являются пятикратными чемпионами мира и четырёхкратными чемпионами Европы. Школа Штойера ныне находится на большом подъёме, в ней тренируются также пары с Украины, из Швейцарии, Канады и других стран. Как тренер Штойер продолжает традиции школы ГДР, отличаясь весьма грамотным подходом к новой системе судейства, составляя технически максимально насыщенные программы.
В 2005—06 годах Инго Штойеру пришлось неоднократно подавать исковые заявления и выигрывать судебные дела, так как Олимпийский комитет Германии отказывался выдавать разрешение на его участие в Олимпиаде—2006 в качестве тренера. Солидарность с ним проявляли и его ученики, заявившие, что в случае запрета готовы также отказаться от участия в Играх.
В Германии спортсменов в индивидуальных дисциплинах и их тренеров обычно финансирует и выплачивает им армейскую зарплату бундесвер. Однако пару Савченко — Шолковы и их тренера не приняли на военное довольствие в связи с тем, что Штойера обвиняли в сотрудничестве со спецслужбой «Штази» во времена ГДР. В автобиографии, опубликованной в феврале 2014 года, Инго Штойер выразил сожаление за сотрудничество с органами госбезопасности ГДР и назвал это поступком, не имеющим оправдания.
Известно, что Инго Штойер владеет иностранными языками: английским и русским.

## Личная жизнь
Инго Штойер женат, в 2002 году у него родился сын.

## Достижения
(с Вётцель)
| Соревнование            | 1992—1993 | 1993—1994 | 1994—1995 | 1995—1996 | 1996—1997 | 1997—1998 |
| ----------------------- | --------- | --------- | --------- | --------- | --------- | --------- |
| Зимние Олимпийские игры |           | WD        |           |           |           | 3         |
| Чемпионаты мира         | 2         | 4         | 5         | 2         | 1         |           |
| Чемпионаты Европы       | 2         | 5         | 1         | 2         | 2         |           |
| Чемпионаты Германии     | 1         |           | 1         | 1         | 1         |           |
| Финалы Гран-при         |           |           |           | 3         | 1         | 2         |
| Trophée Eric Bompard    |           |           | 3         |           |           | 2         |
| NHK Trophy              |           |           | 3         | 2         |           |           |
| Bofrost Cup on Ice      | 1         | 2         | 1         | 2         | 1         | 1         |
| Cup of Russia           |           |           |           |           | 1         |           |
| Skate Canada            | 1         |           |           |           |           |           |

- WD = снялись с соревнований

(с Мюллер)
| Соревнование        | 1988—1989 | 1989—1990 | 1990—1991 |
| ------------------- | --------- | --------- | --------- |
| Чемпионаты Европы   | 7         | 7         |           |
| Чемпионаты Германии |           |           | 4         |
| Чемпионаты ГДР      | 3         | 3         |           |

(с Ландграф)
| Соревнование                  | 1982—1983 | 1983—1984 | 1984—1985 | 1985—1986 |
| ----------------------------- | --------- | --------- | --------- | --------- |
| Чемпионаты мира               |           |           | 8         | 11        |
| Чемпионаты Европы             |           |           | 4         | 5         |
| Чемпионаты мира среди юниоров | 5         | 1         |           |           |
| Чемпионаты ГДР                |           |           | 2         |           |
| NHK Trophy                    |           | 1         |           |           |